# Can Vergés (Premià de Dalt)
Can Vergés és una masia gòtica de Premià de Dalt (Maresme) protegida com a bé cultural d'interès local.

## Descripció
Masia formada per una planta baixa, pis i golfes, coberta per una teulada de dos vessants amb el carener perpendicular a la façana. Ha estat completament reformat, encara que conserva l'estructura original, amb la galeria d'arquets de mig punt a les golfes.
L'únic element arquitectònic que es conserva del segle xv és la finestra gòtica central, amb els brancals, ampit i llinda de pedra, aquesta última treballada en forma d'arc conopial lobulat i les impostes esculpides.